# Hellgraben
Der Hellgraben ist ein gut fünfeinhalb Kilometer langer linker und südlicher Zufluss der Kinzig im Main-Kinzig-Kreis im hessischen Spessart.

## Geographie

### Verlauf
Der Hellgraben entspringt auf einer Höhe von etwa 469 m ü. NHN östlich des Schnepfenkopfs und südlich des Steinauer Stadtteils Seidenroth.
Der Bach fließt zunächst in nördlicher Richtung durch Mischwald, läuft dann nordnordwestwärts durch Felder und Wiesen und passiert danach das Dorf Seidenroth. 
Er fließt nun am Westrand eines Mischwaldes entlang durch Grünland, unterquert noch die K 987 und mündet schließlich bei  der Brüder-Grimm-Stadt Steinau an der Straße auf einer Höhe von ungefähr 167 m ü. NHN von links in die Kinzig.

### Einzugsgebiet
Das Einzugsgebiet des Hellgrabens liegt im Sandsteinspessart und wird über die Kinzig, den Main und den Rhein zur Nordsee entwässert.
Es grenzt
- im Nordosten an das des Sennelsbachs, einem Zufluss der Kinzig
- im Südosten an das des Rohrbachs, der über die Jossa, die Sinn und die Fränkische Saale in den Main entwässert
- im Süden an das des Jossazuflusses Distelbach
- im Südwesten an das des Kinzigzuflusses Klingbach
- und im Westen an das des Auerbachs, ebenfalls ein Zufluss der Kinzig.

Die höchster Erhebung ist der 490 m hohe Schnepfenkopf im Südwesten des Einzugsgebiets.
Der südliche und westliche Bereich des Einzugsgebietes ist größtenteils bewaldet, ansonsten wechseln Grün- und Ackerland.

### Flusssystem Kinzig
- Liste der Fließgewässer im Flusssystem Kinzig (Main)